# コバノコゴメグサ
コバノコゴメグサ（小葉の小米草、学名： Euphrasia matsumurae Nakai）は、ハマウツボ科コゴメグサ属に分類される一年草の高山植物の1種。従来の新エングラー体系、クロンキスト体系では、ゴマノハグサ科に分類されていた。別名がヒメコゴメグサ。

## 形態
茎は軟弱で枝は細く、茎の高さは3-15 cm（センチメートル）で、白い屈毛とやや開出する腺毛がある。ときに腺毛がほとんどないものもある。枝は茎の下部から対生し、斜上する。
葉は長さ5-9 mm（ミリメートル）、幅3-6 mmの倒卵形-広いへら形で、先は鋭く、基部は次第に狭まって不明瞭な葉柄となり、両面とも無毛かまたは腺毛が散在し、縁に2-3対の先の鋭い鋸歯がある。
上部の葉腋ごとに1個の花をつける。花冠は白色で紫色のすじがあり、下唇の中裂片に黄色の斑があり、上唇の先までの長さ8-9 mm、下唇は広く開き上唇より長い。花柱は花の外に突き出る。開花時期は8-9月。上唇の外側には長い軟毛があり、下唇の内側には軟毛がある。萼片は不ぞろいで先が黒っぽく、広鐘形で長さ3-3.5 mm、幅2 mm、上下に深く裂け、裂片はさらに深く裂け、萼裂片の先はまるい。
蒴果は倒卵形で長さ3-4 mm、幅2 mm、3-4個の種子がある。種子は楕円形で、長さ2 mm、幅1.2 mm。
茎、葉、萼に腺毛がほとんどないものは、センナシコゴメグサ（f. eglandulosa）と呼ばれている。

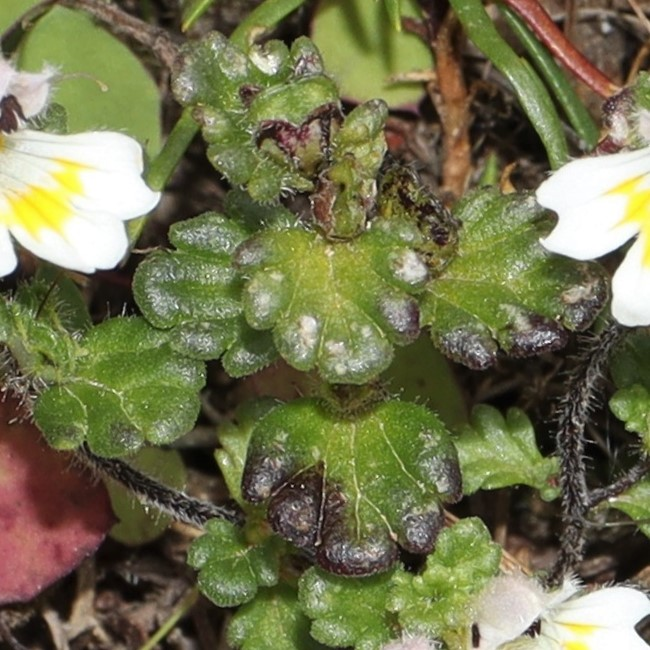
葉は倒卵形-広いへら形
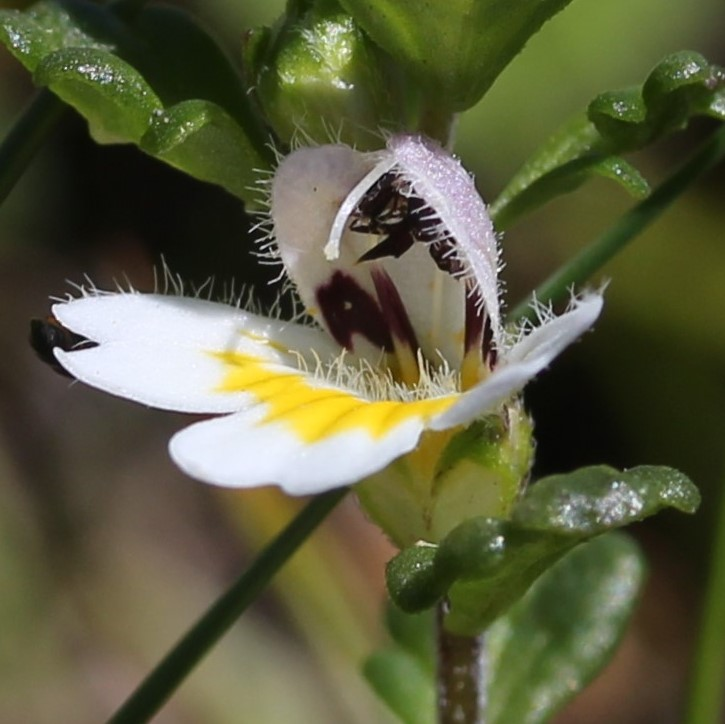
花冠は白色で紫色のすじがあり、下唇の中裂片に黄色の斑がある

本種を著しく矮小化したような近縁種として木曽山脈の高山帯に分布するコケコゴメグサ（苔小米草、学名：Euphrasia kisoalpina Hid.Takah. et Ohba）が知られている。

## 分布と生育環境

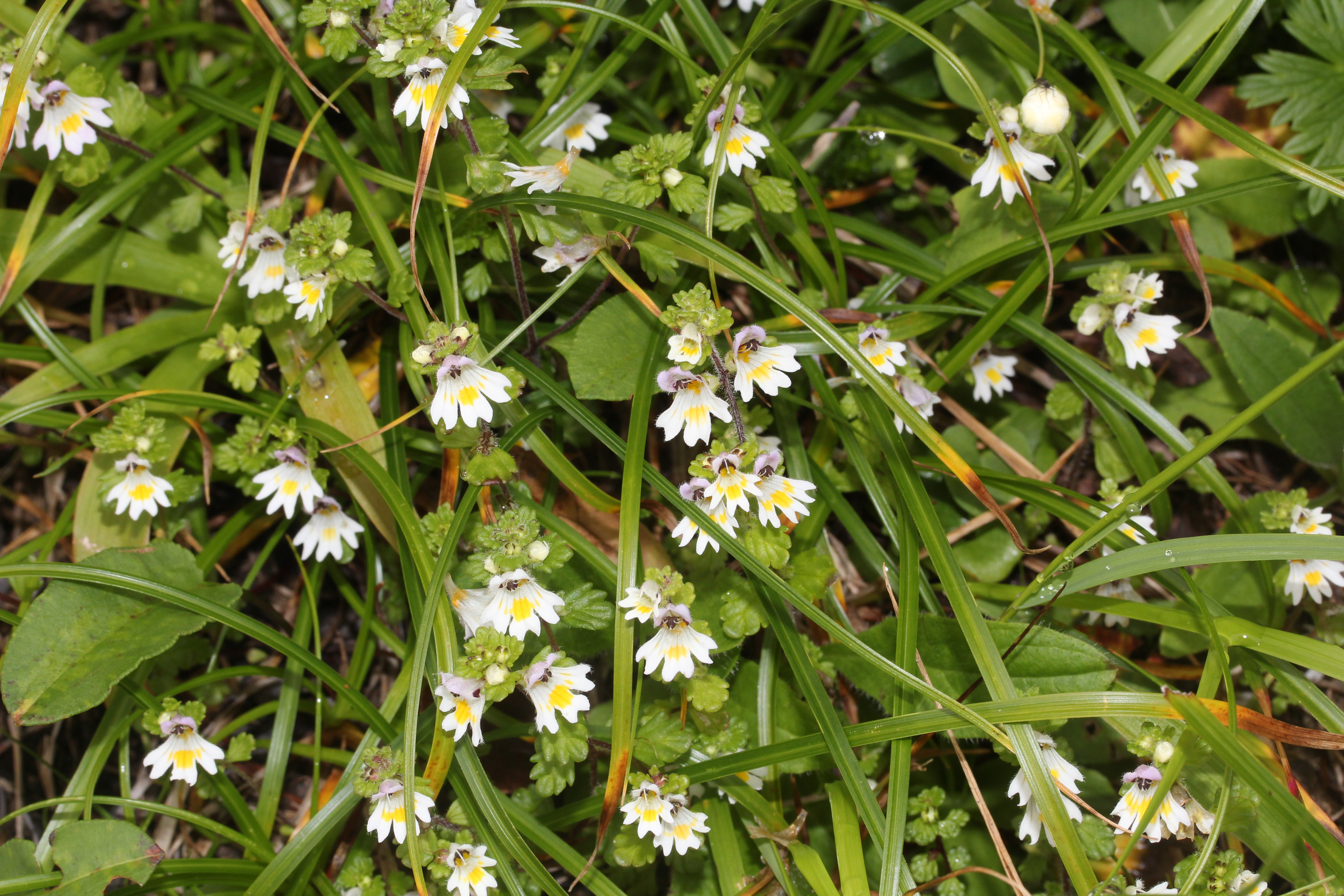
高山帯の草地に生育するコバノコゴメグサ

日本の固有種。主に太平洋側に分布の中心があり、本州（那須山地、日光山、秩父山地、八ヶ岳、赤石山脈など）に分布する。基準標本は日光のもの。
高山帯と亜高山帯の乾いた岩石の多い草地に生育する。赤石山脈の北岳ではウラシマツツジと混生する例がある。

## ミヤマコゴメグサとの識別ポイント
同属で同じミヤマコゴメグサ群のミヤマコゴメグサとの識別ポイントを下表に示す。
| 和名 学名                                    | 画像                                                                          | 識別のポイント |
| -------------------------------------------- | ----------------------------------------------------------------------------- | --- |
| コバノコゴメグサ E. matsumurae               | コバノコゴメグサ、赤石山脈、長野県飯田市にて、 2015年8月22日撮影              | 茎や萼に腺毛がある 萼は上下に深裂し、裂片はさらに浅く裂け、先は尖らない 分布域：本州（那須山地、日光山、秩父山地、八ヶ岳、赤石山脈など）の主に太平洋側 開花時期：8-9月 |
| ミヤマコゴメグサ E. insignis subsp. insignis | ミヤマコゴメグサ、飛騨山脈の唐松岳、長野県北安曇郡白馬村に、2021年9月15日撮影 | 茎や萼に腺毛がない 萼は4深裂し、裂片は同形で、先は尖る 分布域：本州（東北地方から中部地方）の日本海側 開花時期：7-9月                                                  |

## 種の保全状況評価
環境省による国レベルのレッドリスト受けていないが、新潟県では地域個体群（LP）の指定を受けている。上信越高原国立公園、妙高戸隠連山国立公園、南アルプス国立公園、八ヶ岳中信高原国定公園の指定植物に選定されている。